# 陳允中
陳允中（1970年—），人稱YC，男，祖籍湖南长沙，生於砂拉越州诗巫，馬來西亞文化研究學者。

## 生平
早年入讀国立台湾大学机械工程学系，畢業後在国立台湾大学建筑与城乡研究所担任兼职社区规划师与研究员。1997年在国立台湾大学获得城市规划专业硕士学位，导师为夏铸九教授，隨後在美国加州大学洛杉矶分校获得城市规划博士学位。
2004年前往香港科技大學工作，後出任香港嶺南大學文化研究系副教授。佔中期間開辦流動民主課室，後籌辦「雨傘大學」。2017年4月宣佈將於學期結束後離職嶺大。